# Dovegh
Dovegh (en arménien Դովեղ ; anciennement Balakend) est une communauté rurale du marz de Tavush, en Arménie. Elle compte 570 habitants en 2008.